# Critiques de la théorie de la relativité
Vous lisez un « bon article » labellisé en 2012.

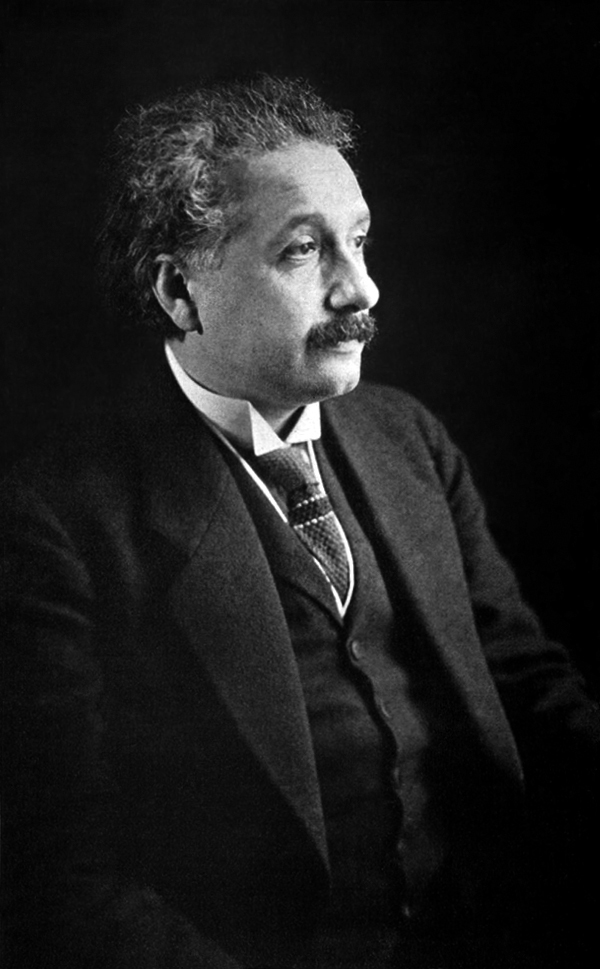
Albert Einstein, créateur de la relativité restreinte et de la relativité générale, ici photographié en 1921, a subi des attaques personnelles à cause de ses origines juives.

Les critiques de la théorie de la relativité d'Albert Einstein ont surtout été exprimées dans les premières années après sa publication. Différentes raisons expliquent ces critiques. En physique, le paradigme newtonien domine encore largement, lequel avance notamment que l'espace et le temps sont absolus. Le principe de relativité n'étant pas largement admis au sein de la communauté scientifique, il est donc rejeté au profit d'autres théories, qu'elles soient scientifiques ou pseudo-scientifiques. Des philosophes s'opposent aussi au principe, car ils ne maîtrisent pas les mathématiques abstraites nécessaires à sa compréhension. En effet, certains résultats ne peuvent pas être visualisés et elle donne naissance à des paradoxes qui ne peuvent s'expliquer par le « sens commun ». Albert Einstein, d'origine juive, publie à une époque où l'antisémitisme est exprimé avec de plus en plus de violence en Allemagne. En France, des gens rejettent sa théorie sur des bases nationalistes. En Union soviétique, elle est rejetée pour des raisons idéologiques. Néanmoins, la théorie de la relativité restreinte explique plusieurs observations que les autres théories ne peuvent décrire. En 1919, Arthur Eddington publie des résultats qui confirment les prédictions des théories d'Albert Einstein, qui est alors salué dans les médias de masse et comparé à Nicolas Copernic, Johannes Kepler et Isaac Newton.
D'autres expériences sont réalisées à partir des années 1910 pour tenter de discréditer ou de confirmer le principe de relativité. Il faudra plusieurs décennies avant que le principe ne soit confirmé sans aucun doute par des expériences précises menées par des expérimentateurs méticuleux. Depuis, les critiques ne sont plus prises au sérieux par la communauté scientifique. En effet la théorie de la relativité est considérée comme dépourvue de contradictions internes et est confortée par de nombreuses expériences. Elle sert de base à de nombreuses autres théories testées avec succès telle que l'électrodynamique quantique. Cependant, malgré sa large acceptation par la communauté scientifique, il subsiste aujourd'hui quelques critiques de la relativité.

## Relativité restreinte

### Le principe de relativité et la vision électromagnétique du monde

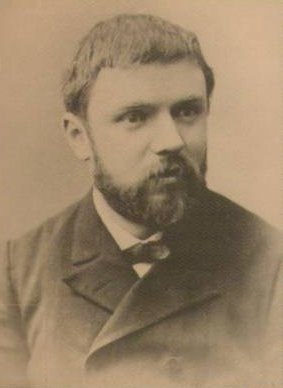
En 1902, Henri Poincaré mentionne le principe de la relativité (photographie de 1890).

À l'approche du tournant du XXe siècle, le point de vue le plus répandu est que toutes les forces de la nature ont une origine électromagnétique (c'est la « vision électromagnétique du monde »), en particulier dans les œuvres de Joseph Larmor (1897) et Wilhelm Wien (1900). Cela est apparemment confirmé par les expériences de Walter Kaufmann (1901-1903), qui a mesuré une augmentation de la masse d'un corps avec sa vitesse, augmentation qui est compatible avec l'hypothèse que la masse est engendrée par son champ électromagnétique. Max Abraham (1902) a ensuite esquissé une explication théorique des résultats de Kaufmann, dans laquelle l'électron est considéré comme rigide et sphérique. Toutefois, ce modèle est incompatible avec les résultats de nombreuses autres expériences (y compris l'expérience de Michelson-Morley, les expériences de Rayleigh et Brace, et l'expérience de Trouton-Noble), selon lesquelles aucun mouvement absolu de l'observateur par rapport à l'éther luminifère (dérive d'éther) n'a pu être observé. Henri Poincaré (1902) appelle cette impossibilité « le principe de la relativité ». Par conséquent Hendrik Lorentz (1904) crée un modèle (la théorie de l'éther de Lorentz) qui s'appuie sur un éther immobile et, contrairement à la théorie d'Abraham, inclut des effets tels que la contraction des longueurs et l'utilisation d'une heure locale, qui tous deux ont pour conséquences les transformations de Lorentz,.
Opposé à Lorentz, Abraham (1904) affirme que (a) la contraction des longueurs exige une force non électromagnétique pour assurer la stabilité de l'électron, ce qui est inacceptable pour un promoteur de la vision du monde électromagnétique ; et il doute de la possibilité que (b) un modèle basé sur le principe de relativité puisse s'appliquer à tout. Cependant, Poincaré démontre en 1905-1906 que (b) est possible en admettant l'existence d'un potentiel non électrique (le stress de Poincaré), soumis aux transformations de Lorentz. Poincaré suppose également que la gravitation a un caractère non électrique. Ainsi (a) et la vision du monde électromagnétique doivent être abandonnés. Finalement, Albert Einstein publie en septembre 1905 les fondements de ce qui est maintenant appelé la « relativité restreinte », fondée sur une vision radicalement nouvelle du principe de relativité, en postulant la constance de la vitesse de la lumière dans tous les référentiels inertiels. En relativité restreinte, l'espace et le temps sont relatifs et l'éther n'existe pas. Bien que cette théorie soit fondée sur une base complètement différente, il est à cette époque impossible de la distinguer expérimentalement de la théorie de l'éther de Lorentz et de Poincaré, puisque les deux théories emploient les transformations de Lorentz,,,,,.

### Prétendues réfutations expérimentales

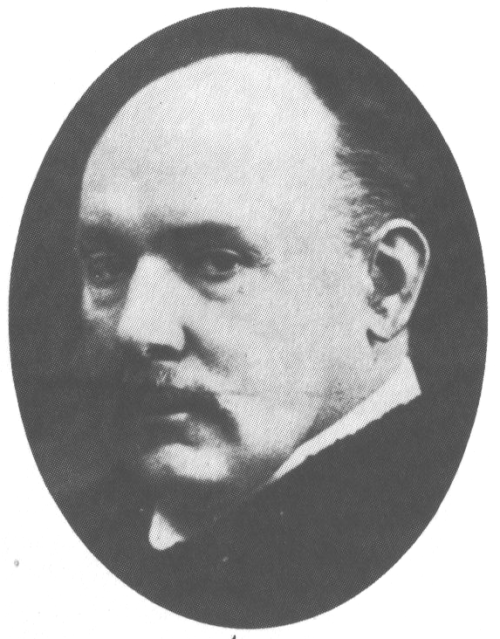
Alfred Bucherer a mené des expériences qui semblent valider le principe de relativité de Lorentz et Einstein. Il faudra cependant attendre 1940 pour que la relativité restreinte soit validée de façon concluante.

Pour trancher de façon concluante entre les théories d'Abraham et Lorentz, Kaufmann répète ses expériences en 1905 avec une précision améliorée. Toutefois, dans l'intervalle, la situation théorique a changé. Alfred Bucherer et Paul Langevin (1904) ont développé un autre modèle, dans lequel l'électron est contracté dans la direction de son mouvement et se dilate dans le sens transversal, de sorte que le volume reste constant. Et tandis que Kaufmann en est encore à évaluer ses expériences, Einstein publie sa théorie de la relativité restreinte. Kaufmann publie ses résultats en décembre 1905 et fait valoir qu'ils sont en accord avec la théorie d'Abraham, exigeant le rejet de l'« hypothèse de base de Lorentz et Einstein », le principe de relativité. Lorentz réagit avec la phrase « J'en perds mon latin » alors qu'Einstein ne mentionne pas ces expériences avant 1908. Pourtant, d'autres ont commencé à critiquer les expériences de Kaufmann. Max Planck (1906) fait allusion à des incohérences dans l'interprétation théorique des données. Adolf Bestelmeyer introduit en 1906 de nouvelles techniques qui — en particulier dans le domaine des vitesses faibles — donnent des résultats différents et jettent le doute sur les méthodes de Kaufmann. Par conséquent Bucherer mène de nouvelles expériences en 1908 et parvient à la conclusion qu'elles confirment la formule de masse de la relativité et donc le « principe de relativité de Lorentz et Einstein ». Pourtant, les expériences de Bucherer sont critiquées par Bestelmeyer, conduisant à une vive controverse entre les deux expérimentateurs. D'autre part, les expériences supplémentaires de Hupka (1910), Neumann (1914) et d'autres semblent confirmer les résultats de Bucherer. Mais les doutes durent jusqu'en 1940, lorsque des expériences similaires réfutent de manière concluante la théorie d'Abraham. Outre ces expériences, la formule de la masse relativiste est déjà confirmée en 1917 par les recherches sur les spectres atomiques. Dans les accélérateurs de particules modernes, la formule de la masse relativiste est systématiquement confirmée,,,,,.
En 1902-1906, Dayton Miller répète l'expérience de Michelson-Morley avec Edward Morley. Ils confirment le résultat nul de l'expérience initiale. Cependant, entre 1921 et 1926, Miller mène des expériences nouvelles qui, apparemment, donnent des résultats positifs. Ces expériences attirent une certaine attention dans les médias, mais sont réfutées par la communauté scientifique. Einstein fait remarquer que « le Seigneur est subtil, mais il n'est pas malveillant ». Einstein, Max Born et Robert S. Shankland soulignent que Miller n'a pas dûment pris en considération l'influence de la température. De plus une analyse complétée par Roberts en 2006 montre que l'expérience de Miller donne un résultat nul, lorsque les lacunes techniques de l'appareil et les mesures d'erreurs sont correctement prises en compte. En outre, le résultat de Miller est en désaccord avec toutes les autres expériences qui sont menées avant et après lui. Par exemple, Georg Joos utilise en 1930 un appareil de dimensions similaires à celui de Miller, mais il obtient des résultats nuls. Dans les expériences récentes de type Michelson-Morley où la longueur de cohérence est considérablement augmentée par l'utilisation des lasers et masers, les résultats sont encore négatifs,,.

### L'accélération en relativité restreinte
Des opposants ont aussi prétendu que la relativité restreinte ne peut pas modéliser correctement l'accélération, car cela conduirait à des contradictions dans certains cas. Toutefois, cette analyse n'est pas correcte ; l'accélération peut effectivement être décrite dans le cadre de la relativité restreinte (en utilisant par exemple les coordonnées de Rindler ou les coordonnées de Born). Des paradoxes s'appuyant sur une compréhension insuffisante de ces faits ont été découverts dans les premières années de la relativité. Ainsi, Max Born (1909) a essayé de combiner le concept de corps rigides à la relativité restreinte. Ce modèle est insuffisant, car Paul Ehrenfest (1909) a démontré qu'un corps rigide en rotation subirait, dans le modèle de Born, une contraction de la circonférence sans contraction du rayon, ce qui est impossible (c'est le paradoxe d'Ehrenfest). De plus Max von Laue (1911) a fait remarquer que les corps rigides en rotation ne peuvent exister dans la relativité restreinte, puisque la propagation de signaux ne peut dépasser la vitesse de la lumière, de sorte qu'un corps en accélération ou en rotation subirait des déformations,,,.
| Paul Langevin et Max von Laue ont proposé une démonstration du paradoxe des jumeaux dans le cadre de la relativité restreinte. |

Paul Langevin et von Laue ont proposé une démonstration du paradoxe des jumeaux dans le seul cadre de la relativité restreinte. Si deux jumeaux s'éloignent l'un de l'autre et que l'un d'eux accélère et revient vers l'autre, le jumeau accéléré est plus jeune que l'autre, car il est passé par au moins deux référentiels inertiels distincts. Son évaluation de la simultanéité des événements changera pendant l'accélération. Pour l'autre jumeau, rien ne change puisqu'il est resté dans un référentiel unique. Langevin a été le premier à souligner la dissymétrie entre le trajet des deux jumeaux et son article de 1911 a servi de base à la plupart des démonstrations données depuis.
Un autre exemple est l'effet Sagnac : deux signaux sont envoyés dans des directions opposées autour d'une plate-forme tournante. Après leur arrivée, un déplacement des franges d'interférence se produit. Sagnac a cru qu'il avait prouvé ainsi l'existence de l'éther. Cependant, la relativité restreinte explique cet effet. Lorsqu'on regarde à partir d'un référentiel inertiel, il s'agit d'une conséquence de l'indépendance de la vitesse de la lumière provenant de la source, puisque le récepteur s'éloigne du faisceau pendant qu'il s'approche de l'autre faisceau. Et quand il est vu d'un référentiel tournant, l'évaluation de la simultanéité change durant la rotation et par conséquent la vitesse de la lumière n'est pas mesurée constante dans des référentiels accélérés,.
Comme cela a été montré par Einstein, la seule forme de mouvement accéléré qui ne puisse pas être décrite ainsi est celle due à la gravitation, puisque la relativité restreinte n'est pas compatible avec le principe d'équivalence. Einstein est également insatisfait de devoir privilégier les référentiels inertiels par rapport aux référentiels accélérés. Ainsi, au cours des années 1908-1915, il développe la relativité générale. Cette théorie inclut le remplacement de la géométrie euclidienne par la géométrie non euclidienne et la courbure qui résulte de la trajectoire de la lumière conduit Einstein (1912) à la conclusion que (comme dans les référentiels accélérés) la vitesse de la lumière n'est pas constante dans les champs de gravitation. Abraham (1912) a alors fait valoir qu'Einstein avait donné à la relativité restreinte un coup de grâce. Einstein a répondu que dans son domaine d'application (dans les zones où les influences gravitationnelles peuvent être négligées), la relativité restreinte est toujours applicable avec une grande précision, donc il ne s'agit pas d'un coup de grâce,,,,.

### Vitesses supraluminiques
Dans la relativité restreinte, le transfert de signaux à des vitesses supraluminiques est impossible, puisqu'il serait contraire à la définition de la synchronisation de Poincaré et Einstein, ainsi qu'au principe de causalité. S'appuyant sur un argument de Pierre-Simon de Laplace (1749-1827), Poincaré (1904) fait allusion au fait que la loi de Newton sur la gravitation universelle est fondée sur une vitesse infinie de la gravité, de sorte que la synchronisation des horloges à l'aide de signaux lumineux pourrait être remplacée, en principe, par une synchronisation à l'aide de signaux gravitationnels instantanés. Mais en 1905, Poincaré résout ce problème en montrant que, dans une théorie relativiste de la gravitation, la vitesse des ondes gravitationnelles est égale à la vitesse de la lumière. Bien que sous une forme beaucoup plus compliquée, c'est aussi le cas dans la théorie de la relativité générale d'Einstein,,.
Une autre contradiction apparente réside dans le fait que la vitesse de groupe dans des médias anormalement dispersifs est plus élevée que la vitesse de la lumière. Arnold Sommerfeld (1907, 1914) et Léon Brillouin (1914) étudient cette contradiction et en viennent à la conclusion que, dans ces cas, la vitesse du signal n'est pas égale à la vitesse de groupe mais à la vitesse du front d'onde qui n'est jamais plus rapide que la vitesse de la lumière. De même, il a également été fait valoir que les effets apparemment supraluminiques découverts par Günter Nimtz peuvent être expliqués par un examen approfondi des vitesses impliquées,,,,.
De plus l'intrication quantique (notée par Einstein comme une « action fantôme à distance »), selon laquelle l'état quantique d'une particule intriquée ne peut pas être entièrement décrit sans décrire l'autre particule, n'implique pas la transmission supraluminique d'information (voir Téléportation quantique) : elle est donc conforme à la relativité restreinte.

### Paradoxes
Une interprétation trop rapide ou non standard des principes de base de la relativité restreinte, en particulier l'application des transformations de Lorentz à la contraction des longueurs et la dilatation du temps, mène régulièrement à la construction de divers paradoxes apparents. Le paradoxe des jumeaux et le paradoxe d'Ehrenfest ainsi que leur explication ont déjà été mentionnés ci-dessus. Outre le paradoxe des jumeaux, la réciprocité de la dilatation du temps (tout observateur inertiel en mouvement considère l'horloge de l'autre comme étant dilatée) a aussi été vivement critiquée par Herbert Dingle et d'autres ; par exemple, Dingle a écrit une série de lettres à ce sujet à la revue Nature à la fin des années 1950. Cependant, l'auto-cohérence de la réciprocité de la dilatation du temps avait déjà été démontrée par Lorentz dans ses conférences de 1910, publiées en 1931, et par beaucoup d'autres ; les critiques de ces paradoxes font remarquer qu'il suffit, pour les expliquer, d'examiner attentivement les règles de mesures pertinentes et la relativité de la simultanéité. D'autres paradoxes, comme le paradoxe du train et le paradoxe du vaisseau spatial de Bell, peuvent être résolus de la même manière,,,.

### L'éther et l'espace absolu

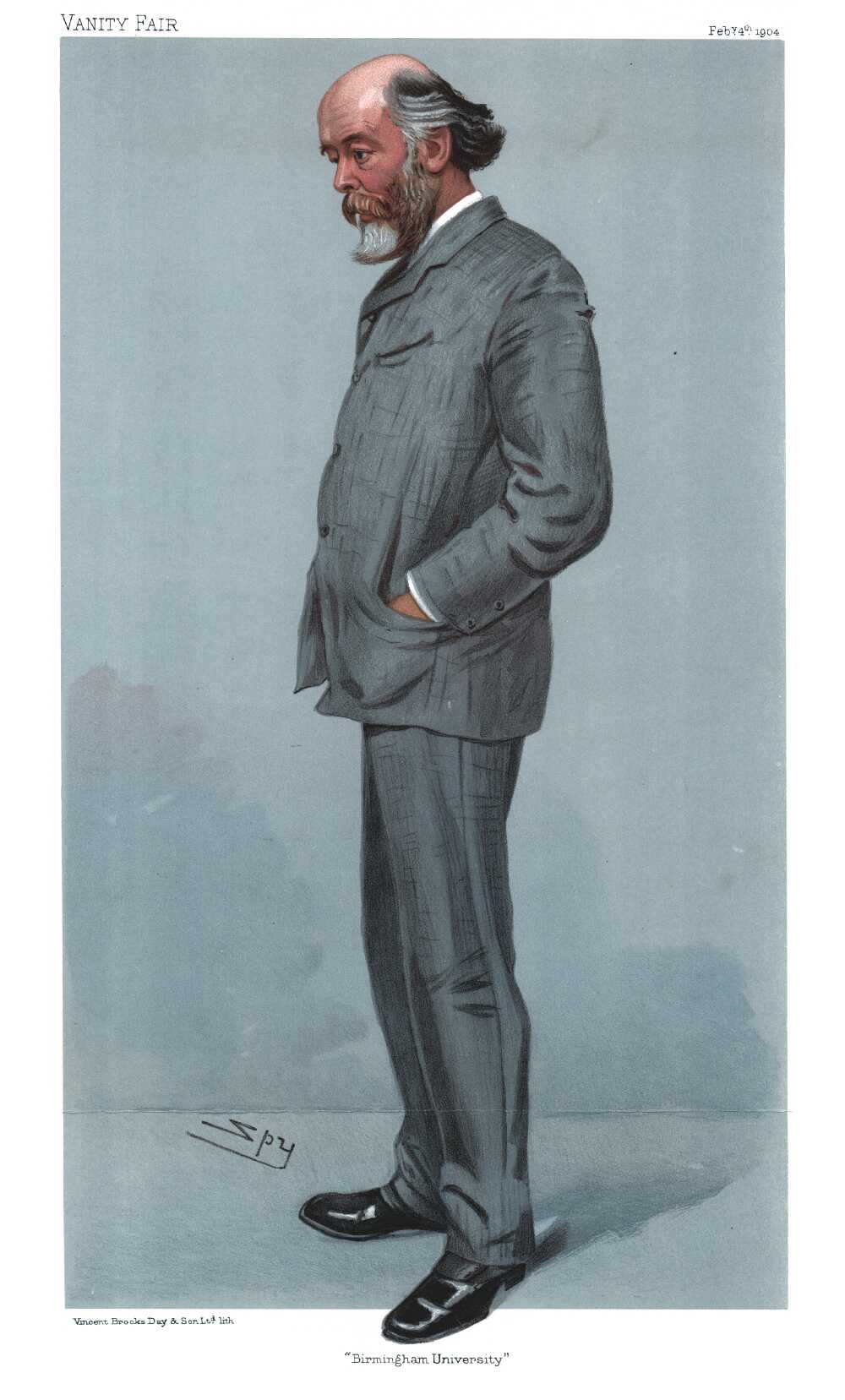
Comme d'autres physiciens, le Britannique Oliver Lodge a éprouvé du malaise à rejeter l'éther luminifère.

Des physiciens, tels qu'Oliver Lodge, Albert A. Michelson, Edmund Taylor Whittaker, Harry Bateman, Ebenezer Cunningham, Émile Picard, Paul Painlevé et Herbert Eugene Ives, ont éprouvé du malaise à rejeter l'éther. Ils ont essayé d'interpréter les transformations de Lorentz en utilisant un référentiel privilégié comme pour les anciens éthers modélisés dans les théories de Lorentz, de Larmor ou de Poincaré, ceci dans le but de distinguer la théorie de Lorentz de celle d'Einstein. Cependant, de manière contradictoire, d'une part l'éther joue alors le rôle d'un référentiel privilégié et, d'autre part, il doit être inobservable en raison d'une « conspiration » de ses effets. À l'exception de la minorité de physiciens mentionnée ci-dessus, cette association de propriétés est vue comme très improbable, de sorte que la plupart des physiciens préfèrent la théorie d'Einstein en tant que nouvelle vue radicale de l'espace et du temps qui ne laisse désormais en physique moderne aucune place à l'éther dans son sens classique,,,,,,,,.
Une autre tentative pour rétablir une certaine sorte d'éther, est faite par Einstein dans certains articles de vulgarisation écrits au cours des années 1920. Il remarque, comme conséquence du fait que le continuum espace-temps de la relativité restreinte ne peut pas être influencé par la présence de la matière, que tout comme l'éther ou l'espace absolu de Newton, il a donc une existence indépendante. Einstein fait valoir que c'est en partie aussi le cas dans la relativité générale, comme une conséquence de l'échec du principe de Mach, bien que, contrairement à l'espace absolu de Newton, « l'éther de la relativité générale » soit affecté par la présence de la matière (voir la section Covariance générale ci-dessous). Cependant, cette notion d'existence indépendante n'a pas été acceptée par la communauté scientifique, car aucun état de mouvement ne peut être attribué à cet « éther ». Par ailleurs, les tentatives de Paul Dirac (1951) de réinterpréter le vide quantique comme un éther équipé d'un état de mouvement, n'ont pas abouti. Dans sa conférence lors de la remise du prix Nobel de physique, George Fitzgerald Smoot (2006) a décrit ses expériences sur le fond diffus cosmologique (FDC) comme « de nouvelles expériences de dérive d'éther ». Toutefois, comme l'a souligné Smoot, cette « dérive de l'éther » n'est pas en contradiction avec la relativité restreinte ou l'expérience de Michelson-Morley, car elle existe uniquement dans un référentiel dans lequel le FDC est isotrope et pour lequel la description du Big Bang est la plus commode,,.

### Autres théories proposées

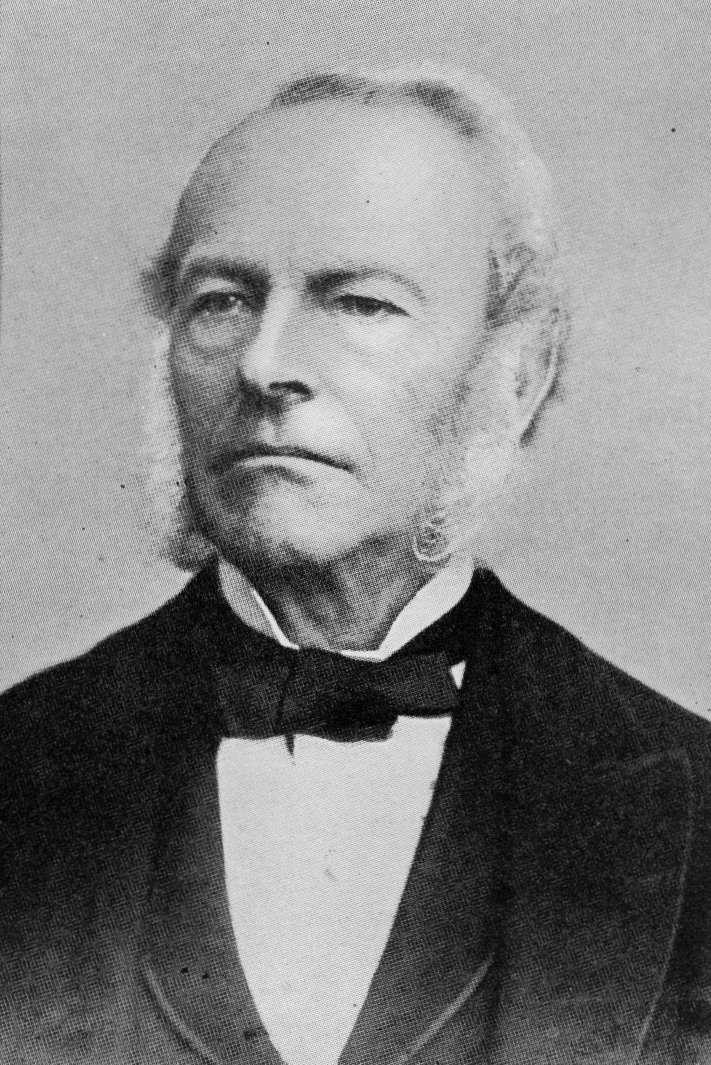
En 1844, George Gabriel Stokes a proposé l'entraînement de l'éther pour expliquer les résultats d'expériences, mais sa théorie est incapable d'expliquer l'aberration de la lumière.

La théorie de l'entraînement complet de l'éther (en), telle que proposée par George Gabriel Stokes (1844), a été utilisée par certains critiques comme Ludwik Silberstein (1920) ou Philipp Lenard (1920) comme un contre-modèle de la relativité. Dans cette théorie, l'éther est complètement entraîné à l'intérieur et à proximité de la matière. Il a été cru que divers phénomènes, tels que l'absence de dérive d'éther, pourraient être expliqués de façon « mécanique » par ce modèle. Cependant, ces théories sont sujettes à de grandes difficultés. En particulier, l'aberration de la lumière est en contradiction avec la théorie, et toutes les hypothèses auxiliaires, inventées pour la sauver, sont auto-contradictoires, très peu plausibles, ou en contradiction avec d'autres expériences comme l'expérience de Michelson-Gale-Pearson. En résumé, un bon modèle mathématique et physique de l'entraînement complet de l'éther n'a jamais été inventé. Par conséquent, cette théorie n'est pas une hypothèse sérieuse par rapport à la relativité,,,.
Une autre hypothèse est la théorie de l'émission. Comme la relativité restreinte, elle élimine le concept d'éther, mais au contraire de la relativité, la vitesse de la source lumineuse s'additionne à celle de la lumière conformément aux transformations de Galilée. Tout comme l'hypothèse de l'entraînement complet de l'éther, elle peut expliquer le résultat négatif de toutes les expériences de dérive d'éther. Pourtant, diverses expériences contredisent cette théorie. Par exemple, l'effet Sagnac, qui est basé sur l'indépendance de la vitesse de la lumière et de la vitesse de la source, la contredit. L'image des étoiles doubles devrait être brouillée selon ce modèle, ce qui n'a jamais été observé. De plus, dans les expériences modernes et dans les accélérateurs de particules, aucune dépendance de la vitesse n'a pu être observée,,,.

### Principe de la constance de la vitesse de la lumière
Certains considèrent que le principe de la constance de la vitesse de la lumière est insuffisamment étayé (voir Vitesse de la lumière dans un seul sens). Toutefois, comme l'a fait remarquer Robert Daniel Carmichael dès 1910, la constance de la vitesse de la lumière peut être interprétée comme une conséquence naturelle de deux faits expérimentalement démontrés, :
1. Elle est indépendante de la vitesse de la source, comme démontré par l'expérience des étoiles doubles de De Sitter, l'effet Sagnac et beaucoup d'autres.
2. Elle est indépendante de la direction de la vitesse de l'observateur, comme démontré par l'expérience de Kennedy-Thorndike et beaucoup d'autres (voir éther luminifère).

Les mesures de la vitesse de la lumière sont en fait des mesures de cette vitesse sur un trajet fermé, car la vitesse sur un parcours entre deux points dépend de la convention qui est choisie pour synchroniser les horloges de ces deux points.

## Relativité générale

### Covariance générale

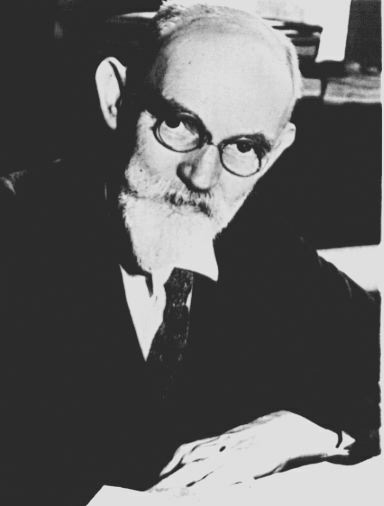
Le physicien et astronome néerlandais Willem de Sitter a démontré que le principe de Mach n'est pas satisfait par la relativité générale.

Einstein a souligné l'importance du principe de covariance générale pour le développement de la relativité générale. Ce point de vue a été contesté par Erich Kretschmann (1917), qui a fait valoir que toute théorie de l'espace et du temps (même la dynamique newtonienne) peut être formulée d'une manière covariante, si des paramètres supplémentaires sont inclus, et donc que la déclaration de covariance générale ne suffit pas à fonder une théorie. Bien qu'Einstein ait manifesté son accord avec cet argument en 1918, il a soutenu que la mécanique newtonienne énoncée sous forme covariante générale serait trop compliquée pour des utilisations pratiques. Quoique la réponse d'Einstein soit incorrecte (des articles ultérieurs ont démontré que la théorie newtonienne serait encore utilisable), il existe un autre argument en faveur de la covariance générale : elle est un moyen naturel d'exprimer le principe d'équivalence, c'est-à-dire l'équivalence dans les descriptions par un observateur en chute libre et par un observateur au repos, il est donc tentant d'appliquer la covariance générale en parallèle avec la relativité générale, mais pas avec la mécanique newtonienne. Relié à tout cela, le problème du mouvement absolu est traité. Einstein a fait valoir que la covariance générale est liée au principe de Mach, qui permettrait d'éliminer tout « mouvement absolu » au sein de la relativité générale. Pourtant, comme l'a souligné Willem de Sitter en 1916, le principe de Mach n'est pas vraiment satisfait par la relativité générale, parce qu'il existe des solutions aux équations correspondant à un espace-temps vide de matière, et donc que le « champ inertiel-gravitationnel », décrivant à la fois les effets de la gravitation et de l'inertie, peut aussi exister sans la matière (c'est pourquoi Einstein a utilisé le terme « éther » pour ce champ pendant un certain temps). Toutefois, comme l'a souligné Einstein, il y a une différence fondamentale : tandis que l'espace absolu de Newton est strictement séparé de la matière, le champ inertiel-gravitationnel de la relativité générale est en général influencé par la matière,,,,,,,,.

### Le débat de Bad Nauheim

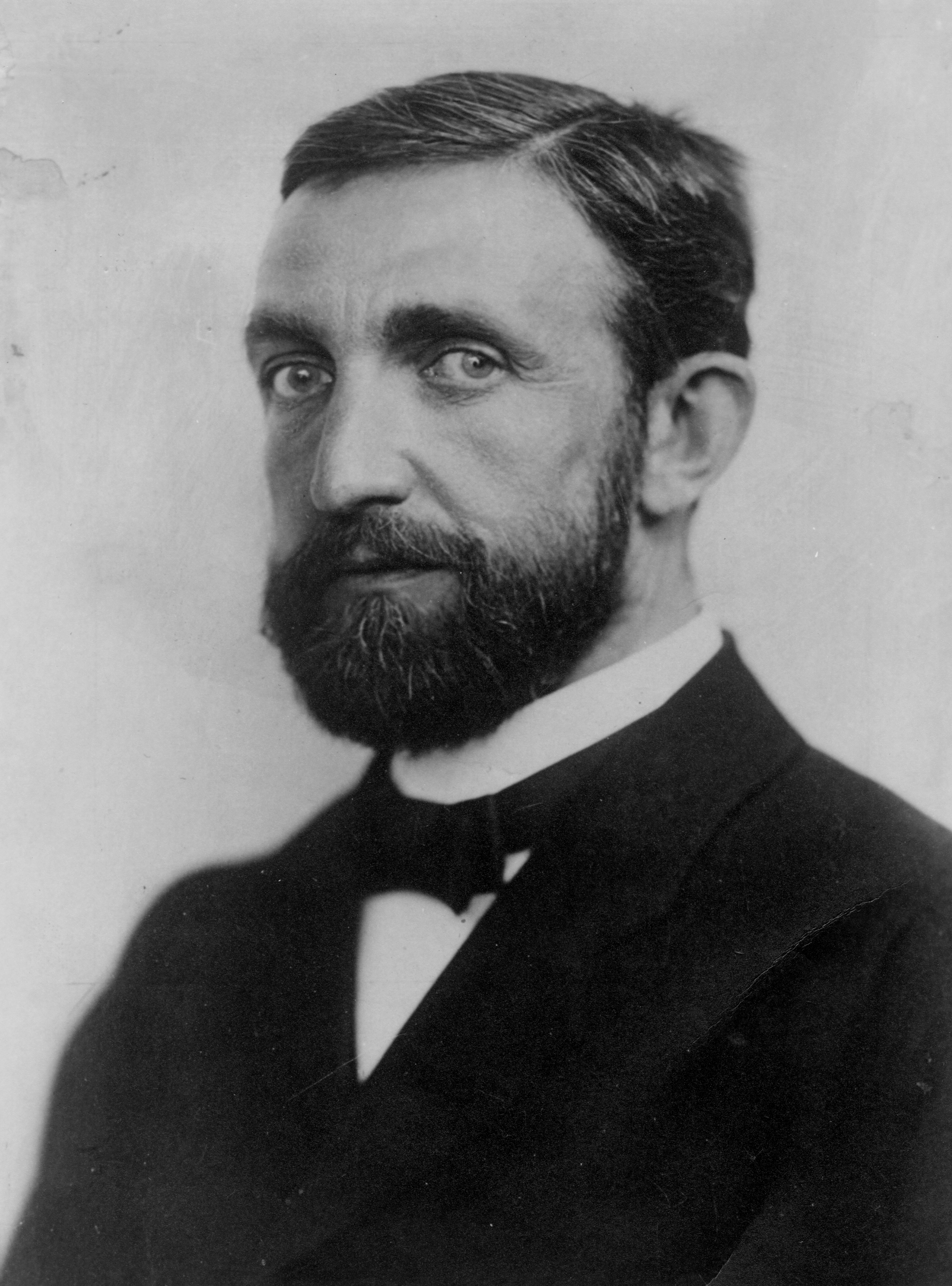
Le physicien allemand Philipp Lenard a critiqué plusieurs aspects de la relativité, dont la difficulté de représenter visuellement certains aspects de la théorie.

Dans le débat de Bad Nauheim (1920) entre Einstein et Philipp Lenard, ce dernier a avancé les objections suivantes : il a critiqué le manque d'aspect « visualisable » de la relativité, une condition qui, d'après lui, ne peut se trouver que dans une théorie de l'éther. Einstein a répondu que le fait de pouvoir se représenter les choses, ainsi que le « sens commun » ont changé avec le temps, et qu'ils ne peuvent donc pas être utilisés comme critères pour la validité d'une théorie. Lenard a également fait valoir qu'Einstein a réintroduit l'éther dans la relativité générale. Cela a été réfuté par Hermann Weyl - même si Einstein a utilisé cette expression en 1920, il a insisté sur le fait que, en relativité générale, l'espace possède des propriétés qui influent sur la matière et vice-versa. Cependant, aucune « substance » pouvant se voir attribuer un état de mouvement (comme l'éther à son sens ancien) n'existe en relativité générale. Lenard a également fait valoir que la relativité générale admet l'existence de vitesses supraluminiques. Par exemple, dans un référentiel dans lequel la Terre est au repos, les points éloignés de l'univers entier sont en rotation autour de la Terre à des vitesses supraluminiques. Toutefois, comme le souligne Weyl, il n'est pas possible de modéliser un système de rotation élargi comme un corps rigide (ni dans la relativité restreinte ni dans la relativité générale), de sorte que la vitesse du signal d'un objet ne dépasse jamais la vitesse de la lumière. Un autre problème (soulevé à la fois par Lenard et Gustav Mie) concerne l'existence des champs de gravitation « factices » introduits par Einstein dans des référentiels accélérés afin de garantir leur équivalence avec les référentiels dans lesquels existent des champs gravitationnels. Lenard et Mie ont soutenu que seules les forces peuvent exister et qu'elles sont proportionnelles aux masses réellement existantes, tandis que le champ gravitationnel dans un référentiel en accélération n'a pas de signification physique, c'est-à-dire que le principe de relativité ne peut être valable que pour des forces proportionnelles aux masses. Einstein a répondu que, sur la base du principe de Mach, on peut penser de ces champs gravitationnels qu'ils sont induits par les masses lointaines. À cet égard, la critique de Lenard et Mie est en partie justifiée - le principe de Mach n'est pas respecté dans la relativité générale, comme déjà mentionné ci-dessus,.

### La controverse Silberstein-Einstein
Ludwik Silberstein, qui, au départ, est un partisan de la relativité restreinte, s'est opposé en différentes occasions à la relativité générale. En 1920, il fait valoir que la déviation de la lumière par le Soleil, comme l'a observée Arthur Eddington (1919), ne confirme pas nécessairement la relativité générale, mais peut aussi être expliquée par la théorie de Stokes-Planck sur l'entraînement complet de l'éther. Toutefois, ces modèles n'expliquent pas l'aberration de la lumière et les résultats d'autres expériences (voir la section « Autres théories proposées »). Et, en 1935, Silberstein a prétendu avoir trouvé une contradiction dans le problème à deux corps en relativité générale. Cependant, cette affirmation sera réfutée par Einstein et Rosen la même année,,.

## La critique philosophique

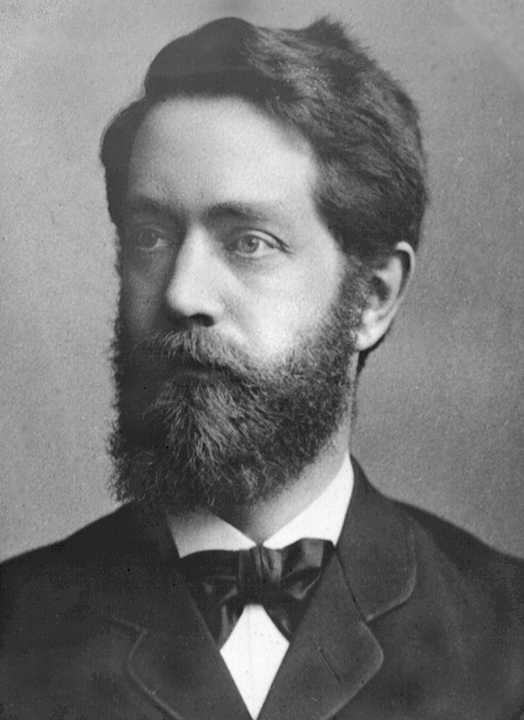
En 1910, le mathématicien allemand Felix Klein propose que la théorie de la relativité soit appelée théorie des invariants du groupe de Lorentz, soulignant ainsi que les lois naturelles sont invariantes dans le cadre de la relativité.

Les conséquences de la relativité, comme le bouleversement des conceptions classiques de l'espace et du temps, ainsi que l'introduction de la géométrie non euclidienne par la relativité générale, ont été critiquées par certains philosophes de différentes écoles philosophiques. Beaucoup de ces critiques avaient une connaissance insuffisante des bases mathématiques et formelles de la relativité ; aussi, ces critiques ont souvent manqué le cœur du sujet. Par exemple, la relativité a été interprétée comme une certaine forme de relativisme. Cependant, ceci est trompeur comme l'ont souligné Einstein et Planck. D'une part, l'espace et le temps sont devenus relatifs et les référentiels inertiels sont tous traités de la même manière. D'autre part, la théorie rend les lois naturelles invariantes - par exemple, la constance de la vitesse de la lumière ou la covariance des équations de Maxwell. Par conséquent, Felix Klein (1910) a appelé cette théorie la « théorie des invariants du groupe de Lorentz » au lieu de « théorie de la relativité » et Einstein (qui aurait utilisé des expressions comme « théorie absolue ») juge cette expression sympathique,,,.
Des réactions critiques à la relativité (en pays de langue allemande) ont également été exprimées par les tenants du néokantisme (Paul Natorp, Oskar Kraus, Bruno Bauch, etc.) et de la phénoménologie (Oskar Becker, Moritz Geiger, etc.). Alors que certains d'entre eux rejettent uniquement les conséquences philosophiques, d'autres rejettent aussi les conséquences physiques de la théorie. Einstein est critiqué pour avoir violé les impératifs catégoriques d'Emmanuel Kant ; ainsi, il est avancé que la courbure de l'espace-temps provoquée par la matière et l'énergie est impossible, puisque la matière et l'énergie exigent déjà des notions d'espace et de temps. De même, la tridimensionnalité de l'espace, la géométrie euclidienne et l'existence de la simultanéité absolue sont prétendus nécessaires à la compréhension du monde - aucune d'entre elles ne pouvant être modifiée par des découvertes empiriques. Toutefois, Hentschel (1990) et d'autres critiquent ces arguments en les qualifiant de « stratégies de la vaccination ». En déplaçant tous ces concepts dans un espace métaphysique, toute forme de critique du kantisme serait empêchée. En outre, on a soutenu que la philosophie de Kant est aussi le produit de son temps, c'est-à-dire que Kant a utilisé les théories de Newton comme base de beaucoup de ses analyses philosophiques. Par conséquent, d'autres kantiens, comme Ernst Cassirer ou Hans Reichenbach (1920), ont tenté de modifier la philosophie de Kant. Par la suite, Reichenbach a rejeté totalement le kantisme et est devenu un promoteur du positivisme logique,,,,,.
Basé sur le conventionnalisme d'Henri Poincaré, des philosophes comme Pierre Duhem (1914) et Hugo Dingler(1920) ont fait valoir que les concepts classiques de l'espace, du temps et de la géométrie étaient et seront toujours les expressions les plus pratiques dans les sciences naturelles. Par conséquent, les concepts de la relativité ne peuvent pas être corrects. Cela a été critiqué par les partisans du positivisme logique, comme Moritz Schlick, Rudolf Carnap ou Reichenbach. Ils ont soutenu que le conventionnalisme de Poincaré pourrait être modifié, afin d'être mis en accord avec la relativité. Même si les hypothèses de base de la mécanique newtonienne sont plus simples, elle ne peut être mise en accord avec les expériences modernes qu'en inventant des hypothèses auxiliaires. La relativité n'a pas besoin de telles hypothèses, ainsi d'un point de vue philosophique (tel que l'utilisation du rasoir d'Ockham), la relativité est plus simple que la mécanique newtonienne,,,.

Le philosophe français Henri Bergson ne croyait pas que les organismes biologiques sont soumis à la dilatation du temps.

Certains partisans de la philosophie de la vie, du vitalisme ou du réalisme critique (en pays de langue allemande) ont fait valoir qu'il existe une différence fondamentale entre les phénomènes physiques, biologiques et psychologiques. Par exemple, Henri Bergson (1921) qui, par ailleurs, est un partisan de la relativité restreinte, a fait valoir que la dilatation du temps ne peut pas s'appliquer aux organismes biologiques. Par conséquent, il a nié la solution relativiste du paradoxe des jumeaux. Toutefois, ces analyses ont été rejetées par Paul Langevin, André Metz et d'autres. Les organismes biologiques utilisent des processus physiques, il n'y a donc aucune raison de supposer qu'ils ne sont pas soumis à des effets relativistes comme la dilatation du temps,,.
Se fondant sur la philosophie du fictionnalisme, le philosophe Oskar Kraus (1921) et d'autres ont prétendu que les fondements de la relativité ne sont que fictifs et même auto-contradictoires. Quelques exemples en sont la constance de la vitesse de la lumière, la dilatation du temps et la contraction des longueurs. Ces effets semblent être mathématiquement cohérents dans leur ensemble, mais en réalité ils ne peuvent être vrais. Pourtant, ce point de vue a été immédiatement rejeté. Les fondements de la relativité (comme le principe d'équivalence ou le principe de relativité) sont fondés sur des résultats expérimentaux. En outre, la constance de la vitesse de la lumière et la relativité de la simultanéité ne sont pas contradictoires, mais complémentaires,.
En Union soviétique (plus particulièrement dans les années 1920), la critique philosophique s'est exprimée sur la base du matérialisme dialectique. La théorie de la relativité est rejetée comme anti-matérialiste et spéculative, et une conception mécanique du monde fondée sur le sens commun est exigée comme théorie de remplacement. Des critiques similaires sont également produites dans la république populaire de Chine au cours de la révolution culturelle (d'un autre côté, d'autres philosophes considèrent la relativité comme étant compatible avec le marxisme),.

## Le battage médiatique sur la relativité et la critique populaire
Bien que Planck, en 1909, compare les changements apportés par la relativité avec la révolution copernicienne, et bien que la relativité restreinte est acceptée par la plupart des physiciens théoriciens et des mathématiciens en 1911, ce n'est pas avant la publication des résultats expérimentaux du groupe autour de Arthur Eddington (1919) que la relativité est remarquée mondialement, à la fois par la communauté scientifique et par le public. Einstein, salué dans les médias de masse, est comparé à Nicolas Copernic, Johannes Kepler et Isaac Newton. Cette notoriété conduit à une « frénésie de la relativité » parmi la population (« Relativitätsrummel », comme Sommerfeld, Einstein et d'autres l'ont baptisée), mais elle cause aussi une réaction d'opposition de la part de certains scientifiques et profanes scientifiques. La controverse (atypique pour des discussions scientifiques) est partiellement portée dans la presse et la critique ne vise pas seulement la relativité, mais aussi Einstein,.

### La critique académique et non académique
Certains scientifiques universitaires, en particulier des physiciens expérimentaux tels que Philipp Lenard, lauréat du prix Nobel de physique, Johannes Stark, Ernst Gehrcke, Stjepan Mohorovičić et Rudolf Tomaschek ont critiqué la mathématisation croissante de la physique moderne, visant en particulier la relativité et la mécanique quantique. Il est à la mode de résumer la construction de théories abstraites en relation avec la perte du « sens commun ». La relativité est la première théorie pour laquelle l'insuffisance des représentations de la physique classique est clairement démontrée. Les critiques ont ignoré ces développements et ont essayé de revitaliser les anciennes théories, telles que les modèles ou les théories de l'entraînement complet de l'éther (voir la section « Autres théories proposées »). Cependant, ces modèles qualitatifs n'ont jamais pu être suffisamment développés pour rivaliser avec le succès des prédictions expérimentales précises et du pouvoir explicatif des théories modernes. D'autre part, il y avait aussi une grande rivalité entre les physiciens théoriciens et expérimentaux, pour les activités professorales et l'occupation de chaires dans des universités allemandes. Les opinions se sont affrontées dans le « débat de Bad Nauheim » en 1920 entre Einstein et Lenard, ce qui a attiré l'attention du public,,,,.
En outre, il y a beaucoup de critiques (pratiquant ou non la physique) dont les idées sont éloignées du courant scientifique. Ces critiques proviennent pour la plupart de gens ayant développé leurs idées longtemps avant la publication de la théorie de la relativité et qui ont essayé de résoudre d'une manière simple tout ou partie des énigmes du monde. Wazeck (qui a étudié quelques exemples allemands) a donné à ces « chercheurs libres » le nom de « solveurs de l'énigme du monde » (Welträtsellöser), comme Arvid Reuterdahl, Hermann Fricke ou Johann Heinrich Ziegler. Leurs points de vue prennent leurs racines, selon les cas, dans le monisme, le Lebensreform ou l'occultisme. Leurs méthodes sont caractérisées par le rejet de l'ensemble de la terminologie et des méthodes mathématiques de la science moderne. Leurs œuvres ont été publiées par des éditeurs privés ou dans des revues populaires et généralistes. Il est important pour de nombreux « chercheurs libres » (en particulier les monistes) d'expliquer tous les phénomènes par des modèles mécaniques (ou électriques) intuitifs et visualisables, s'exprimant le plus souvent par la défense de l'éther. Par conséquent, ils ont rejeté la théorie de la relativité, considérée comme une méthode de calcul incompréhensible qui ne peut révéler les vraies causes cachés derrière les phénomènes. Les « chercheurs libres » utilisent souvent des explications mécaniques de la gravitation, dans laquelle la gravité est causée par une sorte de « pression d'éther » ou de « pression des masses à  distance ». Ces modèles sont considérés comme une hypothèse plus parlante que les théories mathématiques abstraites concernant la gravitation de Newton ou d'Einstein. En outre l'énorme confiance en eux des « chercheurs libres » est remarquable, car non seulement ils croient avoir résolu toutes les énigmes du monde, mais espèrent convaincre rapidement la communauté scientifique,,,.

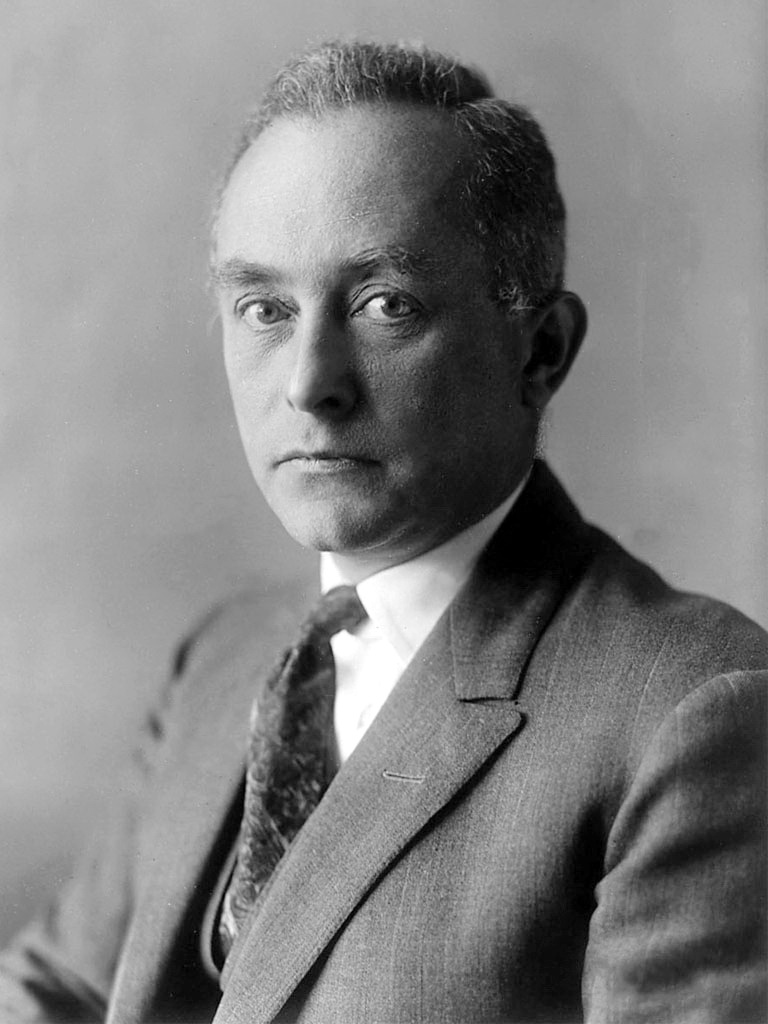
Le physicien allemand Max Born est l'un des théoriciens qui a défendu les conceptions relativistes.

Puisque Einstein ne répliquait le plus souvent pas à ces attaques, cette tâche a été entreprise par d'autres théoriciens de la relativité qui, selon Hentschel, forment une sorte de « barrière défensive » autour d'Einstein. Leurs représentants les plus illustres sont Max von Laue, Max Born et, pour la vulgarisation scientifique et philosophique, Hans Reichenbach ainsi qu'André Metz, qui ont conduit de nombreuses discussions dans les revues et les journaux de vulgarisation. Cependant, la plupart de ces discussions échouent dès le début. Des physiciens comme Gehrcke, certains philosophes et les « chercheurs libres » sont si obsédés par leurs idées et préjugés, qu'ils sont incapables de saisir les bases de la relativité et par conséquent ces débats ne sont le plus souvent que des dialogues de sourds. En fait, la théorie qu'ils critiquent est une caricature de la relativité. Les « chercheurs libres » sont largement ignorés par la communauté scientifique, mais avec le temps même des physiciens respectés, tels que Lenard et Gehrcke, se retrouvèrent mis à l’écart de cette communauté. En tout état de cause, les critiques ne pensent pas que cela soit dû à leurs théories erronées, mais plutôt le fait d'une conspiration des physiciens relativistes (et aussi de celle des juifs, dans les années 1920 et 1930), qui aurait tenté de faire taire les critiques pour préserver ou améliorer leurs positions au sein du monde académique. Par exemple, Gehrcke (1920-1924) estime que la propagation de la relativité est le produit d'une sorte de suggestion de masse ; par conséquent, il charge un service de veille médiatique de recueillir plus de 5 000 coupures de journaux liées à la relativité et publie ses conclusions dans un livre. Cependant, les revendications de Gehrcke sont rejetées, parce que le « battage médiatique sur la relativité » ne dit rien sur la validité de la théorie et ne peut donc pas être utilisé pour ou contre elle,,.
Par la suite, certains critiques ont essayé d'améliorer leurs positions en formant des alliances. L'une d'elles est l'« Académie des Nations », fondée en 1921 aux États-Unis par Robert T. Browne et Arvid Reuterdahl. Thomas Jefferson Jackson See, aux États-Unis, Gehrcke et Mohorovičić, en Allemagne, en sont aussi membres. Les historiens ignorent si d'autres critiques américains comme Charles Lane Pauvre, Charles Francis Brush ou Dayton Miller en étaient également membres. L'alliance a disparu dans les années 1920 en Allemagne et 1930 aux États-Unis.

### Le chauvinisme et l'antisémitisme

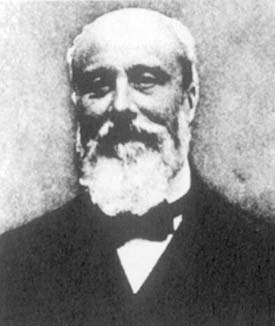
Pendant les années 1910, le Français Pierre Duhem considère la relativité comme le produit de l'esprit allemand.

Peu de temps avant et pendant la Première Guerre mondiale apparaissent quelques critiques de la relativité et de la physique moderne ayant des motivations nationalistes. Par exemple, Pierre Duhem considère la relativité comme le produit de l'esprit allemand « trop formel et abstrait », et en conflit avec le « sens commun ». De même, les critiques les plus fréquentes en Union Soviétique et plus tard en Chine sont en partie organisées politiquement et rejettent la théorie non pas en raison d'objections expérimentales, mais idéologiquement, la décrivant comme étant le produit de la décadence occidentale,,.
Ainsi, dans ces pays, les Allemands et la civilisation occidentale sont les ennemis. Cependant, en Allemagne, l'ascendance juive des partisans de la relativité comme Einstein et Minkowski a fait d'eux des cibles de critiques racistes, bien que de nombreux critiques allemands n'aient pas de tels motifs. Paul Weyland (de), un agitateur nationaliste connu, organise la première réunion publique contre la relativité à Berlin en 1919. Lenard et Stark sont aussi connus pour leurs opinions nationalistes. Bien qu'ils ont évité les revendications antisémites dans leurs premières publications, il est clair pour beaucoup que leur antisémitisme joue un rôle. Réagissant à cet état d'esprit sous-jacent, Einstein se demande ouvertement dans un article si, outre une connaissance insuffisante de la physique théorique, l'antisémitisme ne serait pas aussi une raison de leurs critiques. Certains critiques, y compris Weyland, réagissent avec colère et affirment que de telles accusations d'antisémitisme ne sont faites que pour forcer les critiques au silence. Toutefois, par la suite, Weyland, Lenard, Stark et d'autres montreront clairement leurs préjugés antisémites en commençant à combiner leurs critiques au racisme. Par exemple, Theodor Fritsch souligne les conséquences négatives alléguées de l'« esprit juif » au sein de la relativité et la presse de droite a poursuivi cette propagande sans entraves. Après l'assassinat de Walther Rathenau (1922) et les menaces de mort contre Einstein, celui-ci quitte Berlin pour un certain temps. Le livre de Gehrcke Die Massensuggestion der Relativitätstheorie (La Suggestion de masse de la théorie de la relativité, 1924) n'est pas antisémite, mais est salué par la presse d'extrême droite comme décrivant un prétendu comportement typique juif. Philipp Lenard en 1922 parle de l'« esprit étranger » comme fondement de la relativité et rejoint ensuite le parti nazi en 1924 ; Johannes Stark fait de même en 1930. Tous deux sont partisans de ce qu'ils appellent la « physique allemande », qui n'accepte que la connaissance scientifique basée sur des expériences et seulement si elle est accessible aux sens. Selon Lenard (1936), c'est la « physique aryenne ou la physique de  l'homme de type nordique », s'opposant à la « Physique juive », prétendue formelle et dogmatique. D'autres critiques antisémites peuvent être trouvées dans les écrits de Wilhelm Müller, Bruno Thüring et d'autres. Par exemple, Müller a affirmé que la relativité est une pure « affaire juive » et qu'elle correspond à l'« essence juive », alors que Thüring fait des comparaisons entre le Talmud et la relativité,,,,,,,,,.

### Les accusations de plagiat et la priorité des discussions
Certains critiques, comme Lenard, Gehrcke et Reuterdahl, ont accusé Einstein de plagiat et se sont interrogés sur sa priorité dans l'invention de la relativité. D'un côté, le but de ces allégations est de faire allusion aux hypothèses non relativistes de la physique moderne et, de l'autre côté, de discréditer Einstein. Toutefois, il est rapidement établi que ces accusations sont sans fondement, puisque le contenu physique et l'applicabilité de ces théories anciennes sont très différentes de la relativité. Quelques exemples,,,,, :

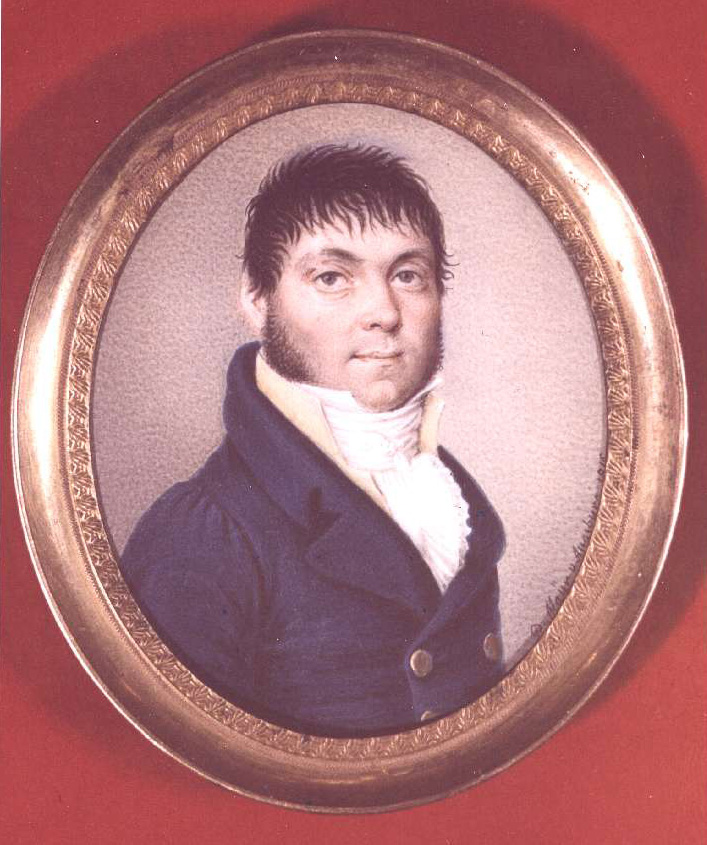
Un siècle avant la création de la relativité générale, le physicien allemand Johann Georg von Soldner a calculé la déviation de la lumière au voisinage des corps célestes.

- Johann Georg von Soldner (1801) est crédité pour son calcul de la déviation de la lumière au voisinage des corps célestes, bien avant la prédiction d'Einstein, qui se base sur la relativité générale. Cependant, le calcul de Soldner est entièrement basé sur la théorie de Newton : il ne donne que la moitié de la valeur prédite par la relativité générale.
- Paul Gerber (1898) publie une formule pour l'avance du périhélie de Mercure, qui est identique à la solution donnée par Einstein. En fait, étant donné que la formule d'Einstein n'est qu'une approximation, les solutions ne sont pas vraiment identiques. En outre, la dérivation de Gerber n'a aucun lien avec la relativité générale et est même considérée comme dénuée de sens.
- Woldemar Voigt (1887) déduit une transformation très similaire aux transformations de Lorentz. Voigt a reconnu que sa théorie n'est pas fondée sur la théorie électromagnétique, mais sur un modèle d'éther élastique. Sa transformation viole également le principe de relativité.
- Friedrich Hasenöhrl (1904) applique les concepts de masse électromagnétique et d'impulsion (qui sont connus bien avant) au rayonnement thermique. Mais l'applicabilité du principe d'équivalence masse-énergie d'Einstein va beaucoup plus loin, car elle dérive du principe de relativité et est valable pour toutes les formes d'énergie.
- Menyhért Palágyi (1901) a élaboré un espace-temps philosophique, modèle dans lequel le temps joue le rôle d'une quatrième dimension imaginaire. Mais le modèle de Palágyi n'est qu'une reformulation de la physique newtonienne et ne fait aucun lien avec la théorie électromagnétique, le principe de relativité ou la constance de la vitesse de la lumière.
- En outre, il y a quelques « chercheurs libres » qui ont accusé Einstein d'avoir plagié leurs œuvres, même s'il n'y a que des similitudes verbales avec certains de leurs textes. De ce fait, d'une part Einstein a été considéré comme un plagiaire, et d'autre part une critique fondamentale de la relativité est exprimée. Pour justifier ce comportement contradictoire, il est affirmé qu'Einstein aurait volé les idées, mais qu'il ne les a absolument pas comprises, s'en servant pour produire sa théorie de la relativité « illogique ». Les « chercheurs libres » ont également construit des théories du complot qui expliquent pourquoi Einstein, bien que plagiaire, est toléré par la communauté scientifique.

Malgré ces allégations, certains historiens modernes de la science continuent à examiner la question, et se demandent si Poincaré a influencé Einstein, Poincaré ayant offert des interprétations de la théorie des électrons de Lorentz qui peuvent également se trouver dans la relativité restreinte. Un autre débat porte sur une influence éventuelle et mutuelle entre Einstein et David Hilbert en ce qui concerne l'achèvement de la théorie des équations du champ gravitationnel de la relativité générale.

### Cent auteurs contre Einstein
Une collection de diverses critiques peut être trouvée dans le livre Hundert Autoren gegen Einstein (Cent auteurs contre Einstein), publié en 1931. Il contient des textes très courts de 28 auteurs et des extraits de publications provenant de 19 autres auteurs. Le reste est constitué d'une liste qui comprend aussi des gens qui ne se sont opposés à la relativité que durant un certain temps. Outre des objections philosophiques (fondées essentiellement sur le kantisme), on y trouve aussi des affirmations d’erreurs et d'insuffisances de la théorie, mais qui peuvent être plutôt des erreurs des auteurs, dues à leur mauvaise compréhension de la relativité. Ainsi, Hans Reichenbach a décrit le livre comme une « accumulation d'erreurs naïves » et « involontairement comique ». Albert von Brunn a interprété le livre comme un retour aux XVIe et XVIIe siècles. Einstein, commentant Cent auteurs contre Einstein, aurait dit : « Si je m'étais trompé, alors un seul aurait suffi !,, »

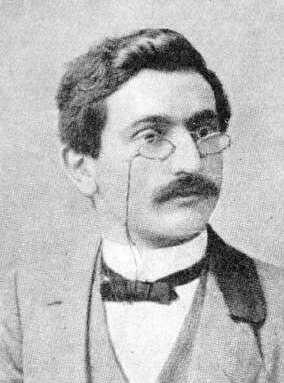
Le mathématicien et champion d'échecs Emanuel Lasker a participé à la rédaction de Cent auteurs contre Einstein.

Selon Goenner, les contributions à l'ouvrage sont un mélange d'incompétence mathématique ou physique, d'arrogance et du sentiment des critiques d'être mis à l'écart par les physiciens modernes. Goenner continue en affirmant que la compilation des auteurs montre que ce n'est pas une réaction propre à la communauté de la physique - un seul physicien (Karl Strehl) et trois mathématiciens (Jean-Marie Le Roux, Emanuel Lasker et Hjalmar Mellin) étaient présents - mais une réaction inadéquate de la communauté universitaire pourtant instruite, qui ne savait pas quoi faire avec la relativité. En ce qui concerne l'âge moyen des auteurs : 57 % sont sensiblement plus âgés qu'Einstein, un tiers a environ le même âge et seulement deux personnes sont nettement plus jeunes. Deux auteurs (Reuterdahl et von Mitis) sont antisémites et quatre sont peut-être liés au mouvement nazi (cependant, aucune expression antisémite ne peut être trouvée dans le livre et il inclut également des contributions de certains auteurs d'ascendance juive : Salomo Friedländer, Ludwig Goldschmidt, Hans Israël, Emanuel Lasker, Oskar Kraus et Menyhért Palágyi),,.

## Statut de la critique
La théorie de la relativité est considérée comme ne contenant pas de contradiction interne[réf. souhaitée] (on dit qu'elle est cohérente) et est également validée par de nombreuses vérifications expérimentales. Elle sert de base à de nombreuses théories fructueuses comme l'électrodynamique quantique. Par conséquent, la critique fondamentale (comme celles d'Herbert Dingle, Louis Essen, Petr Beckmann (en), Maurice Allais ou Tom van Flandern) n'est pas prise au sérieux par la communauté scientifique. En raison de l'absence de qualité de nombreuses publications critiques (qui ne font pas d'évaluation par les pairs), elles sont rarement acceptées pour publication par des revues scientifiques réputées. Donc, comme dans les années 1920, la plupart des œuvres critiques sont publiées par de petites maisons d'édition, dans des revues présentant d'autres solutions (comme Apeiron (sv) ou Galilean Electrodynamics) ou par des sites web privés (comme Conservapedia),. C'est pourquoi la communauté scientifique ne s'intéresse plus à la critique de la relativité qu'à travers des études historiques,.
Toutefois, cela ne signifie pas qu'il n'y a pas eu de développement ultérieur de la physique moderne. Les énormes progrès de la technologie ont permis de fabriquer des outils extrêmement précis pour tester les prédictions de la relativité, et jusqu'à présent (2023) elle a passé avec succès tous les tests (comme dans les accélérateurs de particules pour tester la relativité restreinte et par des observations astronomiques pour tester la relativité générale). En outre, dans le domaine théorique, les recherches se poursuivent pour unifier la relativité générale et la théorie quantique. Les modèles les plus prometteurs sont la théorie des cordes et la gravitation quantique à boucles (certaines variantes de ces modèles prédisent cependant des violations de l'invariance de Lorentz aux très petites échelles),,.

### Citations originales
1. ↑  (en) « If I were wrong, then one would have been enough[7]! »